# 공상훈
공상훈(孔相勳, 1959년 ~ )은 제35대 인천지방검찰청 검사장을 역임한 법조인이다.

## 생애
1987년 제29회 사법시험에서 합격하여 1990년 사법연수원 19기를 수료하고 부산지방검찰청 검사에 임용되었다.
울산지방검찰청에서 재직하던 2004년 10월 13일 대한민국 제17대 국회의원 선거를 앞둔 3월말 지역방송국 초청 TV토론회에서 상대인 한나라당 권기술 후보에 대해 "국도 24호선(울산∼밀양) 확장 노선의 변경에 개입했다", "권 후보가 1998년 제1대 동시지방선거 당시 국회의원 자격으로 울산광역시장 선거 찬조연설을 하면서 지역감정 조장 발언을 했다"며 비방한 혐의(허위사실공표)로 열린우리당 강길부 의원을 불구속 기소하여 벌금 500만원을 구형했다.
현대자동차나 현대중공업 등 대기업이 많은 울산에서 근무하는 특성상 파업 등 각종 노동사건을 전문으로 하는 노동법실무연구회를 2005년 3월 21일에 김유랑 조정태 검사 등 22명의 검사와 함께 결성하여 공부모임을 운영했다.
2005년 3월 25일에 근골격계 산업재해 환자로 휴업급여를 받으면서 몰래 중국집과 횟집, 유흥주점 등 자영업을 하거나 대리운전 회사나 자동차 매매상사에 취업해 일하여산재보상보험법 위반으로 추씨와 차씨 등 4명을 구속하고 김모(44)씨를 불구속 입건했다.
법무부 특수법령과장으로 있으면서 소속 부서 장기석 검사가 법무부 법무실 명의로 `북한 북남경제협력법 분석'이라는 연구논문을 발표하면서 "우리나라의 `남북교류협력법'에 해당하는 북한의 `북남 경제협력법' 일부 조항을 수정하거나 삭제할 필요가 있다"고 하면서 "북남경제협력법의 상당수 조항이 지나치게 선언적ㆍ추상적으로 규정돼 이를 구체화할 필요가 있다"며 "북한은 법 개선 과정에서 남한 당국 및 경협 당사자의 의견을 최대한 반영해야 한다"고 주장했으나 공상훈 법무부 특수법령과장은 "남북경제 협력의 원활한 진행을 위한 합리적인 대응 방안을 마련하고 문제점에 대한 보완 방향을 제시하기 위해 펴낸 연구자료이며 정부의 공식 의견은 아니다"고 설명했다.
이명박 정부 출범한 이후 2008년 3월 검찰 인사에서 TK 코드 인사라는 비판이 있은 가운데 서울중앙지방검찰청 공안1부장에 임명된 직후 방북대화록 유출과 관련, 김 전 원장으로부터 대화록을 건네받은 언론사 간부를 서면조사하는 등 관련자 14명에 대한 조사, 대한민국 제18대 국회의원 선거를 앞두고 텔레마케팅 업자 문모(구속기소후 1심 선거법 위반 혐의에 대해 징역 1년을, 사문서 위조 등의 혐의에 대해서는 징역 2월을 각각 선고)씨에게 부탁해 자신을 홍보하도록 한 공직선거법 위반으로 한나라당 총선 예비후보였던 김모씨에 대해 2008년 3월 31일 구속영장을 청구했다.
서울중앙지검 공안1부장으로 있던 2008년 4월 1일 대한민국 제17대 대통령 선거 전인 7월부터 약 한달 동안 당시 이명박 한나라당 후보를 당선시킬 목적으로 박모씨 등 아르바이트생 12명을 고용해 인터넷 포털에 게시된 '국정원 "TF서 이명박 뒷조사" 시인'이라는 제목의 기사에 5400여 개의 댓글을 달게 하는 등  모두 30개의 기사에 9717개의 댓글을 달게 하고 그 대가로 1349만원을 지급할 뿐만 아니라 박근혜 전 한나라당 대표에게 불리한 내용의 인터넷 기사에 수천 개의 댓글을 집중적으로 달게 했던 한나라당 당원 성모(37)씨를 공직선거법 위반 혐의로 불구속 기소했다. 인터넷 여론 조작으로 처음으로 처벌한 사건이다.
친박연대 서청원 대표가 2008년 4월 17일 "서울중앙지방검찰청 공안1부가 청구한 압수수색영장이 발부됐다"고 하면서 "이런 정치적 탄압은 처음"이라며 반발했으나 2008년 5월 1일에 양정례 당선자의 모친 김순애(58)씨에 대해 비례대표 1번에 넣는 대가로 대여금 명목으로 15억5천만원을 당에 건넨공직선거법 위반 혐의로 사전 구속영장을 청구했으나 다음날 법원에서 기각되었다. 이후 보강 조사를 하는 과정에서 친박연대 홍사덕 비상대책위원장은 "양정례 당선자의 어머니 김씨가 8차례 소환조사를 받는 등 모두 33차례 당 인사가 소환에 응했다"면서 "더 이상 검찰의 출석 요청에 응하지 않겠다"고 말하면서 "김씨를 조사하는 담당검사가 '서청원 대표가 공천 대가로 차입금을 달라는 이야기를 했다고 진술하면 일체 책임을 묻지 않겠다'며 수차례 회유했다"고 했으나 검찰은 "언급할 가치도 없다"고 했다. 5월 20일에 양정례를 공범으로 적시하여 구속영장을 재청구했지만 "증거인멸 도망 우려있다고 보기 어렵고 대가성 부분은 판단이 없다"며 다시 기각되었으며 김노식 당선자는 "범죄사실에 대한 소명이 있고 김씨가 대표이사로 있는 회사 소유 부동산을 적법절차를 거치지 않고 매각한 후 그 대금을 비정상적 방법으로 처리했다"며 "비례대표 공천 즈음에 친박연대에 금품을 제공했고 친인척이 매매대금 관리관여하는 등 사안의 특성상 증거인멸 및 도주 우려가 있다"며 구속했다.
2008년 5월 8일에 양정례 당선자의 어머니 김순애씨가 당에 건넨 현금 1억원 가운데 5천만원을 회계처리하지 않고 임의로 사용한 친박연대의 회계책임자 김모 기조국장을 체포했지만 체포영장 시한인 10일에 귀가조치했다. 2018년 5월 13일 양정례 당선자 측을 서청원 대표에게 소개해주고 1500만원의 대가성 후원금을 받았다는 의혹이 제기된 친박연대 서울 동작갑 후보 손상윤을 체포했으나 다음날 석방했다. 2008년 5월 14일 국회의원 비례대표 공천을 대가로 "30억원 정도를 제공할 수 있는 사람을 물색해 달라"고 요구한 한나라당 중앙위원 원모(60)씨를 구속기소하면서 원씨에게 부탁을 받고 지인을 소개해 준 광주지역 모 일간지 간부 이모(55)씨를 같은 혐의로 불구속 기소했다. 정당 후보자 추천 과정에서 금품을 건네거나 혹은 건넬 의사만 보이더라도 처벌하도록 하여 2008년 2월 신설된 공직선거법 제47조 2항 위반 혐의를 처음으로 적용했다.
2008년 5월 20일 대한민국 제17대 대통령 선거에서 "김백준이 김경준 전 BBK 대표의 주가조작에 관여했다"는 내용의 기자회견을 열어 김백준과 이명박 등의 명예를 훼손한 혐의 등으로 불구속 기소된 정봉주 의원에 대해 "대선 후보의 낙선을 목적으로 허위 사실을 공표해 죄질이 무겁다고 판단했다"며 징역 2년을 구형했다.
2008년 5월 27일 이명박 후보자를 비방한 누리꾼 최모씨(69)를 불구속 기소했다.
2008년 5월 27일 이회창 후보를 지지하는 인터넷 댓글 수십개를 단 혐의(공직선거법 위반)로 C(70)씨를 불구속 기소했다.
검찰에 따르면 C씨는 작년 10월 27일 자신의 집 컴퓨터를 통해 한 신문사 홈페이지에 들어가 정치 기사 밑에 "대한민국이 필요로 하는 지도자는 도덕성을 의심받는 이명박이 아니라 완전 검증된 이회창이다"라는 댓글을 다는 등 선거 전까지 이회창 후보를 지지하고 다른 후보를 비방하는 내용의 댓글 47개를 올린 혐의를 받고 있다.
최씨는 지난 해 10∼11월 인터넷에 "돈과 조직 그리고 언론출신 포진으로 대선후보를 차지한 이명박은 대한민국의 천심민심이 아니다"라는 내용의 글을 게재하는 등 수십 차례에 걸쳐 이 대통령을 비방한 혐의를 받고 있다. 
또 최씨는 같은 기간 인터넷을 통해 "완전 검증된 이회창만이 좌파정권 잔재를 일소할 수 있다"는 내용 등 이회창 당시 대선 후보자를 지지하는 문건을 게시, 사전 선거운동을 한 혐의도 받고 있다. 
2008년 12월 24일 "실천연대는 2001년 12월 재야·학원가 주체사상파 주도로 결성된 북한 추종 이적단체로, 북한의 지령에 따라 이적활동을 해 왔다"고 하면서 남북공동선언 실천연대의 최한욱 집행위원장을 비롯한 간부 4명을 국가보안법의 이적단체 구성·가입 및 회합통신 혐의로  구속 기소했다.
국가보안법과 남북교류협력법이 충돌을 일으켜 혼란을 준다는 지적에 대해 서울중앙지검 2차장으로 있던 2010년 9월에 "남북교류협력법의 영역은 교류협력과 관련된 내용에만 적용된다. 교류협력의 범위를 넘어서는 반국가단체 활동과 혼동하면 안된다”고 밝혔다.
대표적인 공안통으로 꼽혀온 공상훈은 55년만에 공안부를 없애고 명칭 변경이 논의되고 있던 인천지방검찰청 검사장으로 있던 2018년 6월 14일  사의를 표명하면서 검찰 내부통신망인 '이프로스'에 "고마웠고 사랑합니다"라는 제목의 글에서 "이제 저의 청춘과 함께한 검찰을 떠나고자 한다"며 "여러모로 부족한 제가 28년 4개월간 검사생활을 할 수 있었던 것은 오직 선배·후배·동료 덕분"이라고 하면서 "떠나더라도 대한민국 검찰이 검찰총장을 중심으로 국민들로부터 더욱 사랑받고 신뢰받는 조직으로 거듭나기를 응원하겠다"고 했다.

## 경력
- 1990년 부산지방검찰청 검사
- 1992년 대구지방검찰청 영덕지청 검사
- 1993년 서울지방검찰청 검사
- 1996년 대구지방검찰청 검사
- 1999년 법무부 특수법령과 검사
- 2001년 2월 12일 서울지방검찰청 동부지청 부부장검사[28]
- 2002년 8월 ~ 2004년 6월 제48대 대구지방검찰청 영덕지청장
- 2004년 6월 7일 ~ 2005년 4월 17일 울산지방검찰청 공안부장
- 2005년 4월 18일 ~ 2007년 3월 7일 법무부 특수법령과장[29]
- 2007년 3월 8일 ~ 2008년 3월 19일 서울동부지방검찰청 형사2부장[30]
- 2008년 3월 20일 ~  서울중앙지방검찰청 공안1부장[31]
- 2009년 서울고등검찰청 검사
- 2010년 8월 서울중앙지방검찰청 2차장검사
- 2011년 9월 ~ 2012년 7월 제28대 수원지방검찰청 성남지청장
- 2015년 2월 11일 ~ 2015년 12월 23일 제32대 창원지방검찰청 검사장
- 2015년 12월 24일 ~ 2017년 7월 31일 제16대 서울서부지방검찰청 검사장
- 2017년 8월 1일 ~ 2018년 6월 21일 제35대 인천지방검찰청 검사장
- 2018년 8월 ~ 2020년 법무법인 진 대표변호사
- 2020년 법무법인 일호 대표변호사
- 2020년 1월 법률사무소 대환 대표변호사
- 공상훈법률사무소 변호사
- 법률사무소 대환 최고총괄변호사
- 2022년 3월 ~ 자이에스앤디 사외이사